# Jean-Sébastien Bérubé (bédéiste)
 (mai 2020).
Pour les articles homonymes, voir Bérubé et Jean-Sébastien Bérubé.
Jean-Sébastien Bérubé (né le 11 décembre 1978) est originaire de Rimouski et représente un des principaux auteurs québécois de bande-dessinée,. 

## Biographie
En 2004, il obtient un diplôme en bande dessinée de l’École multidisciplinaire de l’image (ÉMI) de l’Université du Québec en Outaouais. 
En 2010, il remporte le Prix Bédéis causa Réal-Fillion pour le premier tome de sa série Radisson. 
En février 2017, son album de nature autobiographique Comment je ne suis pas devenu moine (Futuropolis, 2017) est choisi meilleur album du mois dans Le Parisien,. En mai 2018, Jean-Sébastien Bérubé obtient le premier Prix BD des collégiens pour ce même album. 

## Publications
- Jean-Sébastien Bérubé. Vers la tempête, Futuropolis, 2021.
- Jean-Sébastien Bérubé. Comment je ne suis pas devenu moine, Futuropolis, 2017.
- Jean-Sébastien Bérubé. Radisson. Tome 4. Pirates de la baie d'Hudson, Glénat Québec, 2012.
- Jean-Sébastien Bérubé. Radisson. Tome 3. Coureur des bois, Glénat Québec, 2011.
- Jean-Sébastien Bérubé. Radisson. Tome 2. Onondaga, Glénat Québec, 2010.
- Jean-Sébastien Bérubé. Radisson. Tome 1. Fils d'Iroquois, Glénat Québec, 2009.